# Schausiella janeira
Schausiella janeira är en fjäril som beskrevs 1892 av William Schaus. Arten ingår i släktet Schausiella och familjen påfågelsspinnare. De förekommer i Brasilien och inga underarter finns listade.